# Wyse Technology
Pour les articles homonymes, voir Wyse.

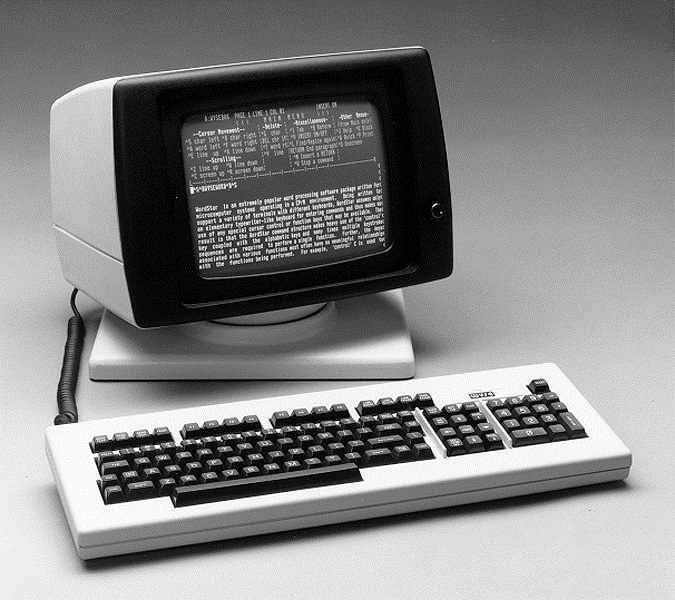
Le Wyse 100, premier produit de Wyse Technology

Wyse Technology est une société informatique américaine fondée en 1981, leader dans le marché des clients légers. Le siège est situé à San José en Californie. Elle produit des matériels et des logiciels dans le domaine de la virtualisation des postes de travail.
Wyse technology a des partenariats avec des sociétés telles que Cisco Systems, Citrix Systems, IBM, Microsoft et VMware.
L'entreprise est passé sous le giron de Dell.

## Historique
En 2011, l'entreprise fait l'acquisition de Trellia, un logiciel de gestion de la mobilité.
En 2012, Dell fait l'acquisition de Wyse Technology,.